# 612
612 је била преступна година.

## Догађаји
- 13. август – Царица Фабија Евдокија, жена Ираклијева, умрла од епилепсије. Оставља двоје деце, и сахрањена је у цркви Светих Апостола у Цариграду.
- Краљ Теудеберт II је поражен од свог брата Теудерика II код Тоула (североисточна Француска). Он бива заробљен у борби и, након што му је одузета краљевска потрепштина, предат је својој баки Брунхилди. Стављају га у манастир и убијају са сином Меровечем. Теудерик, стар 25 година, постаје једини владар Аустразије и Бургундије.
- Словени и Авари поново освајају Салону.
- Сисебут је наследио Гундемара као краљ Визигота. Он почиње поход против остатака византијске моћи у Шпанији.
- Гогуриео-Суи рат: Цар Јангди напада Гогуриео (Кореја) са експедиционим снагама од преко милион људи, названих „24 армије“.
- 22. октобар – Сак Кʼукʼ насљеђује свог оца Ајен Иохл Мата, као краљица државе Маја Паленкуе (савремени Мексико).
- Колумбан се сели у Италију и оснива манастир Бобио у Ломбардији.
- Свети сунђер се доноси у Цариград из Палестине.
- Арнулф, саветник Теудеберта II, постаје епископ Меца.
- Свети Гал  оснива манастир Санкт Гален (Швајцарска).